# Tayanna

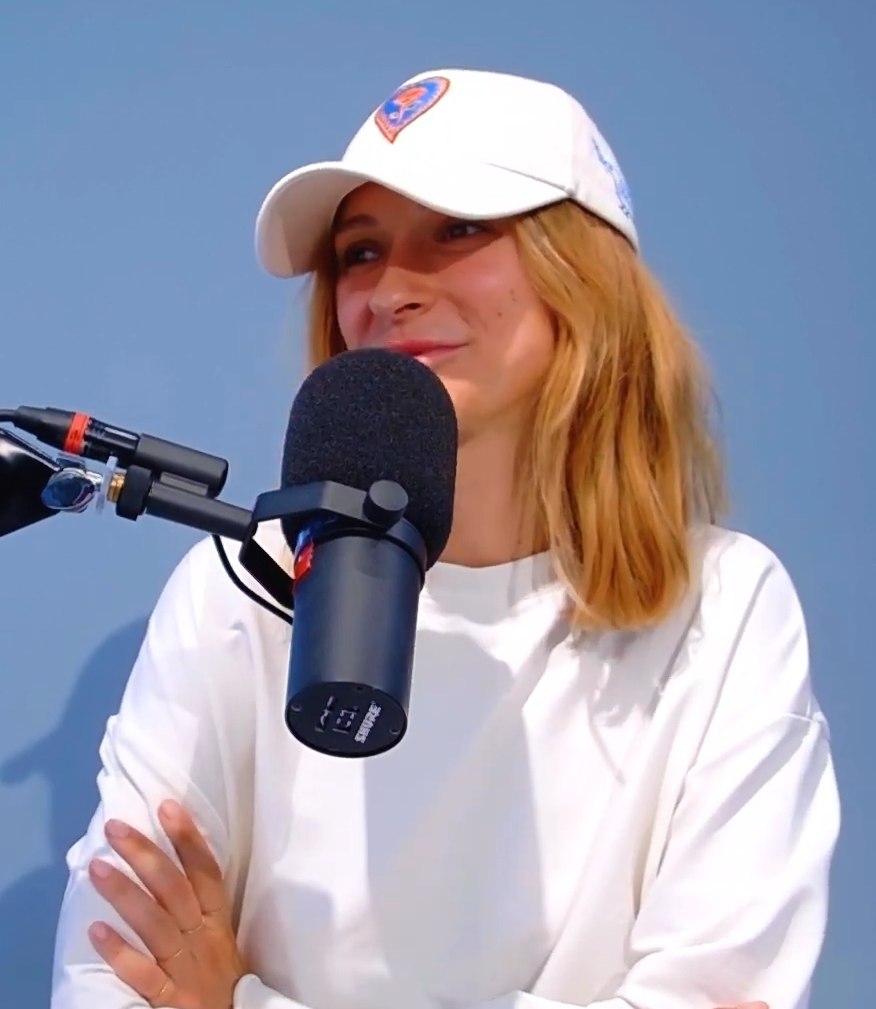
Tayanna (2024)

Tetiana Mychajliwna Reschetnjak (ukrainisch: Тетяна Михайлівна Решетняк; * 29. September 1984 in Tscherniwzi), meist bekannt unter ihrem Künstlernamen Tayanna, ist eine ukrainische Sängerin, Schauspielerin und Komponistin.

## Leben
Reschetnjak wurde in der Stadt Tscherniwzi geboren. Als sie acht Jahre alt war, drängten ihre Eltern sie, auf eine Musikschule zu gehen, in die Akkordeonklasse, aber sie verließ die Schule etwa ein Jahr später. Dreizehn Jahre später begann Tetiana mit dem Gesangsstudium, zunächst im Ensemble, und nahm dann Einzelunterricht. Im Jahr 2001 hatte sie während eines Besuchs in Lwiw Gelegenheit, vor dem Auftritt von Papst Johannes Paul II. mit einem Ensemble aufzutreten. Das erste bedeutende Ereignis für sie war eine Reise nach Skadowsk zum Black Sea Games Festival, wo sie den dritten Platz belegte. Tetiana hat drei Brüder, zwei Zwillinge, Mychajlo und Bohdan, die Konditoren sind, von denen einer auch als Sänger arbeitet, und Mischa Marwin, der als Sänger in der Ukraine bekannt ist. Ihre Eltern sind Natalia und Mychajlo Reschetnjak.

## Karriere

### 2008–2011: Mitglied in der Girlgroup „Haryatschyj Schokolad“ (dt. 'Heiße Schokolade')
2008 wurde Tetiana ein Gründungsmitglied von „Haryatschyj Schokolad“ (ukr. Гарячий шоколад/ rus. Горячий Шоколад), einer dreiköpfigen Pop-Girlgroup. Sie hatte eine Beziehung mit ihrem Produzenten Dmytro Klimaschenko. Drei Jahre später beschloss sie, sich von diesem zu trennen. Dmytro akzeptierte ihre Entscheidung nicht, warf sie aus der Girlband und zwang sie, 50.000 US-Dollar zu zahlen.

### 2014–2016: Zweifache Teilnahme bei „Holos Krajiny“ (dt. Stimme des Landes)
Im Jahr 2014 nahm Reschetnjak an der vierten Staffel von Holos Krajiny (ukr. Голос країни, dt. Stimme des Landes), der ukrainischen Ausgabe von The Voice, teil, aber leider drehte keiner der Trainer sich um. Im Sommer desselben Jahres veröffentlichte sie ihr Musikvideo zum Song „Znayu i veryu (russ. Знаю и верю)“. 2015 kehrte sie in der 5. Staffel von Holos Krajiny zurück, wo sie alle Trainer dazu brachte, sich bei ihrer Blind Audition umzudrehen, als sie den ukrainischen Pop-Schlager „Kray miy ridnyy kray (Край мій рідний край)“ aufführte, der 1981 mit Sofia Rotaru bekannt wurde. Tetiana wählte Potap als Trainer und erreichte die letzte Show der fünften Staffel, wo sie im Superfinale gegen Anton Kopitin verlor und zweite wurde. 2016 veröffentlichte sie ihr Debüt-Album.

### Teilnahmen beim nationalen ESC-Vorentscheid Widbir und das zweite Album
2017 trat Tayanna mit dem Song „I Love You“ in der ukrainischen Nationalauswahl Widbir 2017 für den Eurovision Song Contest 2017 an. Obwohl sie mit O.Torwald an erster Stelle die gleiche Punktzahl erreichte, bekam sie per Televote nicht genügend Punkte und versäumte es daher, die Ukraine beim Eurovision Song Contest 2017 zu vertreten.
Am 17. November 2017 veröffentlichte sie in Zusammenarbeit mit dem Produzenten Alan Badoev ihr zweites Album „Trymay mene (Тримай мене)“. Das Album bestand aus sieben Tracks in ukrainischer Sprache. Im Dezember 2017 trat Tayanna mit dem Lied „Schkoda (Шкода)“ in der jährlichen ukrainischen Musikshow M1 Music Awards 2017 auf und gewann den Preis des Jahres „Proryv roku (Прорив року)“.
Im Februar 2018 nahm Tayanna mit dem Lied „Lelya (Леля)“ am Widbir 2018 teil und unternahm so ihren zweiten Versuch, die Ukraine beim Eurovision Song Contest zu vertreten. Obwohl sie eine Favoritin auf den Sieg war, landete sie auf dem zweiten Platz und verlor mit nur einem Punkt Rückstand gegen Mélovin.
Im Frühjahr 2018 machte sie ihre Tournee in der Ukraine. Am 19. Mai 2018 wurde sie zur Verleihung der Golden Firebird Awards eingeladen, wo sie die Statuetten „Clip of the Year“ und „Singer of the Year“ erhielt. Am 10. Dezember war sie Special Guest bei den Woman of the Third Millennium Awards, wo sie ihre neue Single „Fantastychna zhinka (Фантастична жінка)“ aufführte und die Auszeichnung in der „Rating“-Nominierung erhielt.
Im November 2018 erklärte Tayanna, dass sie erneut versuchen werde, die Ukraine beim Eurovision Song Contest zu vertreten. Am 10. Januar 2019 qualifizierte sie sich mit dem Song „Ochi (Eyes)“ für das Halbfinale von Widbir 2019. Am 22. Januar gab Tayanna über ihre Social-Media-Konten bekannt, dass sie sich weigere, in der ukrainischen Nationalauswahl fortzufahren. Am 8. Februar veröffentlichte sie ihren Song, der in der nationalen Auswahl antreten würde, um die Ukraine beim Eurovision Song Contest 2019 in Tel Aviv, Israel, zu vertreten.
Im Mai 2021 wurde sie als ukrainische Sprecherin für den Eurovision Song Contest 2021 bekannt gegeben und hat im Finale die Jury-Punkte des Landes verlesen.

## Diskografie

### Studioalben
- 2016: 9 песен из жизни („9 Lieder aus dem Leben“)
- 2017: Тримай мене („Halt mich“)

### EPs
- 2016: TAYANNA. Портреты („Porträts“)
- 2020: Жіноча cила

### Kollaborationen
- 2025: Оминай (mit Dilja)

### Singles (Auswahl)
| - 2014: „Я или она“ („Ich oder sie“) mit Lavika - 2014: „Только Ты“ („Nur Du“) - 2014: „Самолёты“ („Flugzeuge“) - 2014: „Обними“ („Umarme“) - 2014: „Любви больше нет“ („Es gibt keine Liebe mehr“) - 2014: „Знаю и верю“ („Ich weiß und ich glaube“) - 2014: „Забудь“ („Vergiss“) - 2014: „Если ты ждёшь“ („Wenn du wartest“) - 2014: „Дышим“ („Wir atmen“) - 2014: „Pretty Lie“ mit Lavika - 2014: „I Am the One“ - 2015: „Да!“ („Ja!“) - 2015: „9 жизней“ („9 Leben“) - 2016: „Осень“ („Herbst“) - 2017: „I Love You“ | - 2017: „Шкода“ („Schade“) - 2017: „Квітка“ („Blume“) - 2018: „Леля“ („Lelya“) - 2018: „Фантастична жiнка“ („Fantastische Frau“) - 2019: „Очі“ („Augen“) - 2019: „Як плакала вона“ („Wie sie weinte“) - 2019: „Мурашки“ („Gänsehaut“) - 2020: „Ейфорія“ („Euphorie“) - 2020: „Жіноча cила“ („Kraft einer Frau“) - 2020: „Плачу і сміюся“ („Ich weine und lache“) - 2020: „Вийди на свiтло“ („Komm ins Licht“) - 2020: „100 днiв“ („100 Tage“) - 2021: „Темна вода“ - 2023: „Два ліхтарі“ (mit Nikita Kiselov) - 2023: „Вітер у волоссі“ |